# Williams FW38
De Williams FW38 is een Formule 1-auto die gebruikt werd door het team Williams in het seizoen 2016.

## Onthulling
Op 19 februari 2016 werd de FW38 onthuld door middel van het plaatsen van foto's op het internet. De auto wordt, net zoals in de twee voorgaande seizoenen, bestuurd door Felipe Massa en Valtteri Bottas.

## Resultaten
| Resultaat                       |
| ------------------------------- |
| Winnaar                         |
| Tweede plaats                   |
| Derde plaats                    |
| Gefinisht (punten behaald)      |
| Gefinisht (geen punten behaald) |
| Niet geklasseerd (NC)           |
| Uitgevallen (DNF)               |
| Niet gekwalificeerd (DNQ)       |
| Gediskwalificeerd (DSQ)         |
| Niet gestart (DNS)              |
| Gewond (INJ)                    |
| Uitgesloten (EX)                |
| Teruggetrokken (WD)             |
| Niet deelgenomen (blanco cel)   |
| P Pole position                 |
| S Snelste ronde                 |

| Jaar | Chassis       | Motor                  | Banden | Coureurs        | 1   | 2   | 3   | 4   | 5   | 6   | 7   | 8   | 9   | 10  | 11  | 12  | 13  | 14  | 15  | 16  | 17  | 18  | 19  | 20  | 21  | Punten | WK-plaats |
| ---- | ------------- | ---------------------- | ------ | --------------- | --- | --- | --- | --- | --- | --- | --- | --- | --- | --- | --- | --- | --- | --- | --- | --- | --- | --- | --- | --- | --- | ------ | --------- |
| 2016 | Williams FW38 | Mercedes PU106C Hybrid | P      |                 | AUS | BHR | CHN | RUS | SPA | MON | CAN | EUR | OOS | GBR | HON | DUI | BEL | ITA | SIN | MAL | JPN | VST | MEX | BRA | ABU | 138    | 5         |
| 2016 | Williams FW38 | Mercedes PU106C Hybrid | P      | Felipe Massa    | 5   | 8   | 6   | 5   | 8   | 10  | DNF | 10  | 20  | 11  | 18  | DNF | 10  | 9   | 12  | 13  | 9   | 7   | 9   | DNF | 9   | 138    | 5         |
| 2016 | Williams FW38 | Mercedes PU106C Hybrid | P      | Valtteri Bottas | 8   | 9   | 10  | 4   | 5   | 11  | 3   | 6   | 9   | 14  | 9   | 9   | 8   | 6   | DNF | 5   | 10  | 16  | 8   | 11  | DNF | 138    | 5         |
| Jaar | Chassis       | Motor                  | Banden | Coureurs        | 1   | 2   | 3   | 4   | 5   | 6   | 7   | 8   | 9   | 10  | 11  | 12  | 13  | 14  | 15  | 16  | 17  | 18  | 19  | 20  | 21  | Punten | WK-plaats |

Ferrari SF16-H ·
Force India VJM09 ·
Haas VF-16 ·
Manor MRT05 ·
McLaren MP4-31 ·
Mercedes F1 W07 Hybrid ·
Red Bull RB12 ·
Renault RS16 ·
Sauber C35 ·
Toro Rosso STR11 ·
Williams FW38